# Estola fratercula
Estola fratercula là một loài bọ cánh cứng trong họ Cerambycidae.